# Ligue des champions masculine de volley-ball 2007-2008
Navigation
Ligue des champions 2006-2007 Ligue des champions 2008-2009
La Ligue des champions de volley-ball masculin est la plus importante compétition de la saison 2007-2008 de volley-ball.

## Participants
Le nombre de participants est fondé sur le classement des pays :
| Rang    | Pays       | Nombre d'équipes | Équipes                    | Équipes                    | Équipes                    |
| ------- | ---------- | ---------------- | -------------------------- | -------------------------- | -------------------------- |
| 1       | Italie     | 3                | Sisley Trévise             | Copra Piacenza             | Bre Banca Lannutti Cuneo   |
| 2       | Grèce      | 3                | Iraklis Thessaloniki       | Panathinaikos              | Olympiakos Le Pirée        |
| 3       | Russie     | 2                | Dynamo Moscou              | Dynamo-Tattransgaz Kazan   | Dynamo-Tattransgaz Kazan   |
| 4       | Pologne    | 2                | Skra Bełchatów             | Jastrzębski Węgiel         | Jastrzębski Węgiel         |
| 5       | Espagne    | 2                | Portol Drac Palma Mallorca | Unicaja Almería            | Unicaja Almería            |
| 6       | France     | 2                | Paris Volley               | AS Cannes                  | AS Cannes                  |
| 7       | Belgique   | 2                | Knack Roeselare            | Noliko Maaseik             | Noliko Maaseik             |
| 8       | Autriche   | 1                | Aon hotVolleys Vienne      | Aon hotVolleys Vienne      | Aon hotVolleys Vienne      |
| 9       | Tchéquie   | 1                | Jihostroj České Budějovice | Jihostroj České Budějovice | Jihostroj České Budějovice |
| 10      | Serbie     | 1                | NIS Vojvodina Novi Sad     | NIS Vojvodina Novi Sad     | NIS Vojvodina Novi Sad     |
| 11      | Allemagne  | 1                | VfB Friedrichshafen        | VfB Friedrichshafen        | VfB Friedrichshafen        |
| 12      | Pays-Bas   | 1                | Piet Zoomers Apeldoorn     | Piet Zoomers Apeldoorn     | Piet Zoomers Apeldoorn     |
| 13      | Turquie    | 1                | Arkas Spor Izmir           | Arkas Spor Izmir           | Arkas Spor Izmir           |
| 15      | Monténégro | 1                | Buducnost Podgorica        | Buducnost Podgorica        | Buducnost Podgorica        |
| 18(w/c) | Slovénie   | 1                | ACH Volley Bled            | ACH Volley Bled            | ACH Volley Bled            |